# Адбара-Сегір
Адбара́-Сегі́р (Абдара-Сегір) — невеликий острів в Червоному морі в архіпелазі Дахлак, належить Еритреї, адміністративно відноситься до району Дахлак регіону Семіен-Кей-Бахрі.

## Географія
Розташований на північний схід від острова Адбара-Кебір. Має краплеподібну, видовжену з північного сходу на південний захід, форму. Довжина 500 м, ширина до 200 м. Острів облямований кораловими рифами.